# Hakametsä
Hakametsä est un quartier de Tampere en Finlande,.

## Description
Hakametsä est un petit quartier de Tampere, situé à environ quatre kilomètres du centre-ville. 
Les quartiers voisins de Hakametsä sont Huikas, Ristinarkku, Messukylä, Vuohenoja, Kalevanrinne, Kaleva, Kissanmaa et Uusikylä.
Hakametsä était autrefois le pâturage du presbytère de Messukylä, et il commence à être habité à la fin du XIXe siècle.